# Скат media
«Скат media» (или «Скат») — российское интернет-СМИ, основанное в августе 2021 года. Некоторые сотрудники издания проходят обвиняемыми по делу «Весны». 

## Руководство
Учредителем и главным редактором издания является бывший федеральный координатор движения «Весна» и экс-глава штаба Навального в Краснодаре Лев Гяммер. Заместитель главного редактора — Никита Ступин.

## Ограничение доступа на территории России
В апреле 2022 года Роскомнадзор ограничил доступ к сайту «Ската» при помощи «технических средств противодействия угрозам» (ТСПУ). В июле ведомство заблокировало сайт издания на территории России: его внесли в реестр запрещённой информации по решению Генпрокуратуры РФ 3 июля за «публикацию недостоверной информации о ситуации на Украине».

## Архипелаг ФСИН

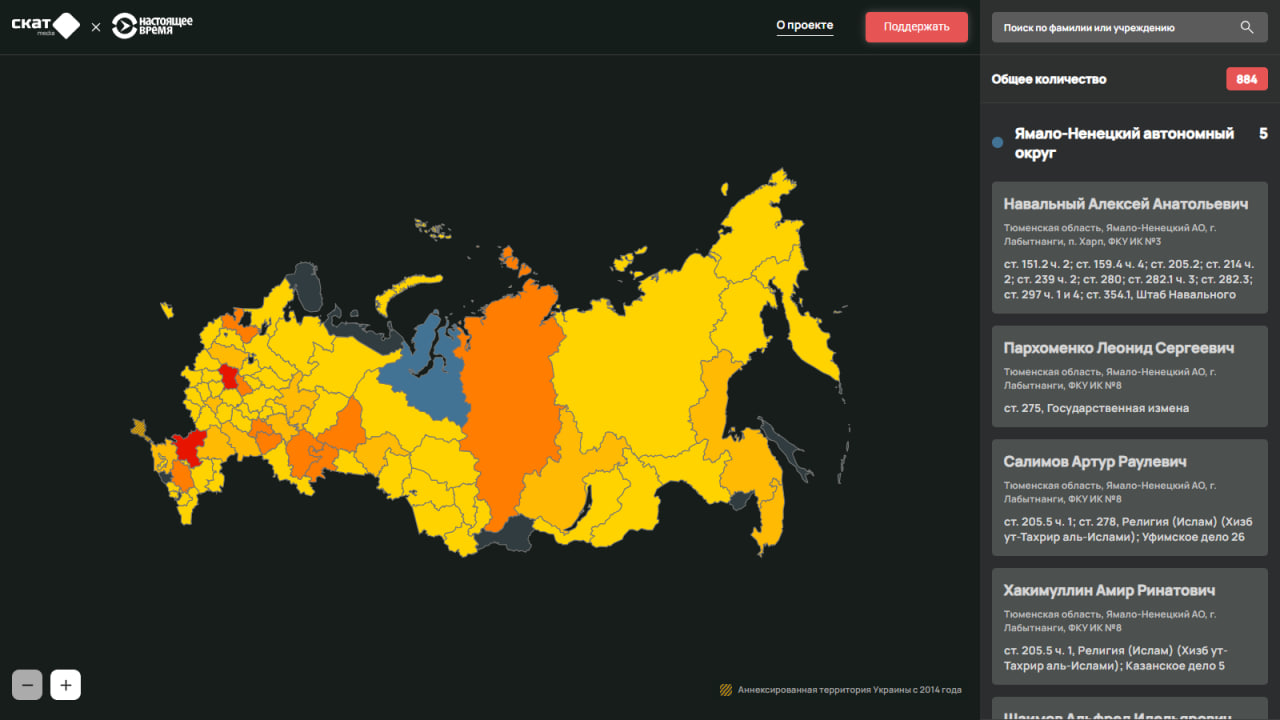
Скриншот с сайта «Архипелаг ФСИН» (22 января 2024)

30 октября 2023 года «Скат media» совместно с «Настоящим Временем» запустили проект «Архипелаг ФСИН» — интерактивную карту России с актуальными данными о местонахождении всех российских политзаключенных. Журналисты подсчитали, что в РФ осталось всего 8 регионов, где не находится ни одного политического заключенного — это Ингушетия, Карачаево-Черкесия, Тыва, Еврейская автономная область, Ненецкий АО, а также Сахалинская, Магаданская и Мурманская области.
Сервис позволяет искать политзеков по имени, фамилии, региону, месту заключения или уголовному делу. Также он позволяет ознакомиться с общей цифрой политических заключенных в стране, либо в выбранном регионе.

## Уголовное преследование
В мае 2022 года против участников движения «Весна» возбудили уголовное дело по статье о создании НКО, посягающей на личность и права граждан (ст. 239 УК). 8 мая у активистов в Санкт-Петербурге прошел обыск у сотрудника «Ската» и активиста «Весны» Евгения Затеева, после чего он бы задержан и привезен на допрос в Москву. В столице прошли обыски у редактора «Скат media» Дарьи Пак, которая к тому моменту уже покинула страну, и у сотрудницы издания Ангелины Рощупко. После обыска Рощупко задержали в качестве подозреваемой по делу «Весны», при этом в движении она никогда не состояла.
Утром 9 мая Затеев был доставлен в Басманный суд. Там ему и нескольким другим подозреваемым должны были избрать меру пресечения. У суда собралась группа поддержки, которую не допустили на открытое судебное заседание, по причине того, что в праздничный день суд не работал. Фигурантам дела, доставленным в зал заседаний, продлили срок содержания в ИВС еще на 72 часа. Адвокат Рощупко Михаил Бирюков отправился в суд вместе с коллегами по делу, но был задержан на полпути: полицейские сказали, что адвокат в базе розыска и должен проследовать в ОВД «Дорогомилово». В итоге меру пресечения, идентичную для всех фигурантов, избирали два дня подряд. 10 мая Ангелине Рощупко суд назначил запрет определенных действий. 11 мая аналогичные ограничения назначили Евгению Затееву. Басманный суд избрал более мягкую меру, чем ранее запрашивал следователь: фигурантам нельзя пользоваться интернетом, общаться с фигурантами дела и участниками движения «Весна», а также выходить из дома с 20:00 до 8:00.
В мае 2022 года Комитет защиты журналистов признал фигурантов уголовного дела «Весны», работающих в издании «Скат media», преследуемыми работниками СМИ. В декабре 2022 года Ангелина Рощупко сбежала из России. Она получила гуманитарную защиту в Германии и продолжила работу в «Скате». 9 января 2023 года МВД России объявило девушку в федеральный розыск.
8 июня 2023 года Басманный суд отправил шестерых активистов в СИЗО сроком до 5 августа. Среди них был и Евгений Затеев.
29 июня 2023 года МВД России объявило главного редактора издания Льва Гяммера в федеральный розыск «по уголовному делу». Какому — неизвестно.
19 сентября 2023 года Росфинмониторинг внёс Льва Гяммера и Евгения Затеева в реестр «экстремистов и террористов».
20 сентября 2023 года проект «Поддержка политзаключенных. Мемориал» признал Евгения Затеева и других арестованных фигурантов дела «Весны» политическими заключенными. 
22 июля 2024 года Басманный суд заочно арестовал Льва Гяммера по обвинению в ряде уголовных преступлений. Ему вменяют организацию экстремистского сообщества, распространение фейков о ВС РФ, призывы к антигосударственной деятельности и неуважение к дням воинской славы. По информации проекта «Поддержка политзаключенных. Мемориал», Гяммеру вменяют также вовлечение несовершеннолетних в массовые беспорядки и создание организации, посягающей на права граждан. 